# ハジラミ
ハジラミ（羽蝨、羽虱）は、昆虫綱咀顎目 (Psocodea) に属する寄生生物のうち、血液や体液を吸うシラミ以外の、主に体毛や羽毛を咀嚼するものの総称。おそらく側系統群である。なお、咀顎目には他に、寄生性でないチャタテムシがいる。
離れた系統が含まれる多系統だが、かつては、ハジラミ目・食毛目 (Mallophage) とされたり、シラミを含めシラミ目(order Phthiraptera)とされることもあった。シラミ目に相当する分岐群は現在、シラミ小目(Phthiraptera)と呼ばれている。

## 分類
次の3系統からなる。
- ホソツノハジラミ類（細角類） Ischnocera
- ゾウハジラミ類（長吻類） Rhynchophthirina
- マルツノハジラミ類（鈍角類） Amblycera

これらのうち、マルツノハジラミ類は他の2系統より系統的に離れていて、ハジラミは多系統である。他の2系統はシラミとも近縁である。詳細は咀顎目を参照。
他に、触角の長さで長角ハジラミと短角ハジラミに分ける。

## 特徴
鳥の羽毛や獣の体毛の間で生活し、小型で扁平、眼と翅は退化している。成虫の体長は0.5～10mmで、雄は雌より少し小さい。体色は白色、黄色、褐色、黒色と種によってさまざまである。大部分が鳥類の外部寄生虫で鳥類のすべての目に寄生し、一部は哺乳類にも寄生する。全世界で2,800種ほどが知られ、うち250種が日本から記録されている。
ハジラミは全体の形はシラミに似るが、細部では多くの点で異なっている。胸部の各節は完全に癒合することはなく前胸部は明らかに分かれる。肢の転節は1、2節で、先端に1個または1対の爪がある。体表は剛毛に覆われ、多いものと比較的少ないものがある。また口器はシラミと違って吸収型でなく咀嚼型で大顎が発達している。宿主の羽毛、体毛と血液を摂取するが、フクロマルハジラミのように血液を成長中の羽毛の軸からとる種もある。ペリカンやカツオドリの咽喉の袋にはペリカンハジラミ属やピアージェハジラミ属が寄生し、大顎で皮膚を刺し、血液や粘液を摂取する。

## 生活史と習性
不完全変態で、卵→若虫→成虫となる。卵は長卵型でふつう白く、宿主の大きさに対応し、1mm以下から2mm近いものまである。卵は宿主の羽毛か毛に産みつけられるが、羽軸内に産みこむものもある。若虫は成虫に似ており、1齢若虫では小さく色素をもたないが、脱皮ごとにしだいに大きくなり着色し3齢を経て成虫となる。
ハジラミは温度や宿主のにおいに敏感で、適温は宿主の体表温度である。宿主が死に体温が下がるとハジラミは宿主から脱出しようとする。そのままでいれば、宿主が死ぬとハジラミも数日内に死ぬ。
ハジラミの感染は交尾、巣づくり、雛の養育、砂あびなど宿主間の接触で起こる。もう一つの方法は翅のある昆虫に便乗することで、吸血性のシラミバエの体に大顎でしがみつき他の鳥に運ばれる。自然の集団では雌が多く、ある種では雄がほとんど見つからない。ウシハジラミでは処女生殖が知られている。前胃にハジラミの断片が見つかることがあるが、この共食いの現象は個体数の調節に役だつと考えられている。
ハジラミの最大の天敵は宿主であって、ついばみ、毛づくろい、砂あびによって殺される。また鳥の蟻浴も同様の効果がある。くちばしを痛めた鳥は十分毛づくろいができないので、非常に多数のハジラミの寄生をうけ弱る。哺乳類のハジラミは有袋類、霊長類、齧歯類、食肉類、イワダヌキ類および有蹄類に寄生し皮膚の分泌物や垢を食べているが、トリハジラミほど多くはない。

## ハジラミの起源
ハジラミの祖先はチャタテムシのコナチャタテ亜目Nanopsocetae下目であると見られる。自然の中で地衣類やカビを食べ自由生活をしていたチャタテムシが、三畳紀、ジュラ紀といった中生代初期から新生代の初期である古第三紀の間に羽毛を持つ動物の巣に寄生する生活を経て、生きた鳥の羽毛にとりつき寄生するようになったと考えられるが、化石は発見されていない。ちなみに、近年では羽毛は鳥の祖先の恐竜の一部の系統で既に発達していたことが知られるようになってきているので、初期のハジラミは鳥の出現以前に恐竜に寄生していた可能性もある。
系統学的解析により、ハジラミは2つの系統が別々に進化したことがわかっている。哺乳類・鳥類に外部寄生するという特徴的な生態により、収斂進化が進んだ。うち1つの系統は、咀嚼性から吸収性へと進化したシラミを生み出した。
ある種のハジラミは2種以上の鳥に寄生することがあるが、それは鳥の進化の速さがハジラミのそれを上まわったためと考えられている。つまり、宿主が環境に適応して変化しても、ハジラミにとっての生活環境である鳥体表面の条件、つまり食物の栄養や、温度条件などはあまり変化しないからだというのである。これをV・L・ケロッグは遅滞進化と名付けた。例えばアフリカのダチョウと南アメリカのレアには共通のハジラミが寄生しており、今日では形態も分布も異なっているとしても、これらのダチョウは共通の祖先から分化したことを物語っている。ミズナギドリの仲間には16属124種のハジラミが知られているが、ハジラミの知見は大筋においてミズナギドリの分類系と一致するといわれている。
アジアゾウ、アフリカゾウなどに寄生するゾウハジラミは体長3mm足らずの小さなシラミで、長い吻をもち吸血するが、その先端に大顎をもち完全にハジラミの形態をそなえており、ハジラミとシラミの間を結ぶ中間型とされる。

## 人間との関係
人間に直接に加害するものはいないが、家畜や家禽につくものがある。ハジラミが多数寄生すると、鳥や獣はいらだち、体をかきむしり体を痛め、食欲不振や不眠をきたす。家禽は産卵数が減り太らなくなり、ヒツジは良質の羊毛をつくらなくなる。ニワトリハジラミはニワトリに寄生するハジラミ類の総称で、畜産上はニワトリナガハジラミ、ハバビロナガハジラミ、ニワトリマルハジラミ、ヒメニワトリハジラミの4種が重要である。そのほか、ニワトリハジラミやニワトリオオハジラミも寄生する。これらはいずれも世界共通種である。キジ目の中には家禽となるものが多いが、同目のニワトリと近縁であるからいっしょに飼えばハジラミの混入が生ずる。シチメンチョウオオハジラミはその一例である。多数寄生すればニワトリは羽毛がたべられかゆみのため体力が弱まり、成長が遅れ産卵率の低下をみる。防除には殺虫剤を使い、鶏舎内を清潔に保つことが必要である。
また、イヌハジラミ、ネコハジラミは瓜実条虫の中間宿主となる。